# Sortilegio (librogame)
(presentazione della serie)
Sortilegio (Sorcery!) è una serie di quattro librogame scritti da Steve Jackson e ambientati nello scenario fantasy di Kakhabad tra maghi, creature soprannaturali ed enigmi di ogni genere. Pubblicati in lingua originale dal 1983 al 1985, sono stati introdotti in Italia dalla casa editrice Edizioni EL, che ha pubblicato tutti i quattro libri dal 1987 al 1989.
Il lettore può scegliere se interpretare un guerriero o un mago. Il suo compito consiste nell'affrontare un pericoloso viaggio fino alla fortezza di Mampang, per sconfiggere il crudele Arcimago e recuperare la Corona dei Re, unico oggetto in grado di garantire pace e prosperità alle terre di Analand. La serie si caratterizza per l'elevata difficoltà, in particolare il quarto volume, lungo e difficilissimo.

## Sistema di gioco
Il sistema è quello utilizzato anche in Dimensione avventura: il protagonista ha tre attributi, abilità (bravura in combattimento), resistenza (forza fisica, se arriva a 0 il personaggio muore), fortuna. Il mago ha un punteggio di abilità di base inferiore a quello del guerriero, ma dispone di molti incantesimi. L'accesso allo studio del libro degli incantesimi è concesso al giocatore solo prima di iniziare il gioco vero e proprio: in pratica il giocatore è tenuto a studiare le formule magiche prima di intraprendere l'avventura, e durante il gioco non può fare ricorso al libro per ripassare gli effetti degli incantesimi. Per utilizzare gli incantesimi il lettore dovrà imparare a memoria le formule (composte da tre lettere) e, per alcuni di essi, possedere determinati oggetti. Per i combattimenti e le prove di fortuna, resistenza e abilità si usano due dadi a sei facce. Una volta per ogni libro si può ricorrere all'aiuto di Libra, la dea della giustizia, per riportare i punteggi ai livelli iniziali, per fuggire o per neutralizzare maledizioni o malattie.

## Lista dei libri
1. Le colline infernali (The Shamutanti Hills, 1983), tr. Angela Izzo, 1987.
È la prima parte del viaggio. Bisogna attraversare i molti pericoli che le colline nascondono.
2. La città dei misteri (Kharé-Cityport of Traps, 1984), tr. Angela Izzo, 1987.
La seconda tappa è la città di Kahré. Per riuscire a superarla bisogna affrontare numerose insidie.
3. I sette serpenti (The Seven Serpents, 1984), tr. Angela Izzo, 1987.
Per raggiungere Mampang è necessario affrontare le desolate Baklands, cercando di uccidere i terribili sette serpenti inviati dall'arcimago.
4. La corona dei re (The Crown of Kings, 1985), tr. Angela Izzo, 1989.
L'ultima e più difficile parte dell'avventura. Bisogna entrare nella fortezza e, tra mille pericoli e enigmi, trovare l'arcimago e la corona dei re.